# Wendy Sly
Wendy Sly, née le 5 novembre 1959, est une ancienne athlète britannique, qui courait surtout sur 3 000 m. Aux Jeux olympiques d'été de 1984, elle a remporté l'argent sur cette distance.

## Jeux olympiques
- 1984 à Los Angeles ( États-Unis) 
  -  Médaille d'argent sur 3 000 m

## Championnats du monde d'athlétisme
- 1983 à Helsinki ( Finlande)
  - 5e sur 1 500 m
  - 5e sur 3 000 m
- 1987 à Rome ( Italie)
  - 8e sur 3 000 m

## Championnats d'Europe d'athlétisme en salle
- 1988 à Budapest ( Hongrie)
  -  Médaille de bronze sur 3 000 m

## Jeux du Commonwealth
- 1982 à Brisbane ( Australie)
  -  Médaille d'argent sur 3 000 m